# Rothenklempenow
Rothenklempenow település Németországban, Mecklenburg-Elő-Pomeránia tartományban. Lakosainak száma 572 fő (2023. december 31.).

## Népesség
A település népességének változása:
| Lakosok száma | 612  | 618  | 596  | 582  | 572  |
|               | 2017 | 2019 | 2021 | 2022 | 2023 |